# Tschechoslowakische Fußballnationalmannschaft/Weltmeisterschaften
Der Artikel beinhaltet eine ausführliche Darstellung der tschechoslowakischen Fußballnationalmannschaft bei Fußball-Weltmeisterschaften. Die Tschechoslowakei nahm achtmal an Weltmeisterschaften teil und wurde zweimal Vizeweltmeister. Nach der Aufspaltung des Landes nehmen Tschechen und Slowaken getrennt teil. Beide konnten sich bisher je einmal (2006 bzw. 2010) qualifizieren. Die FIFA zählte die Ergebnisse der Tschechoslowakei zunächst sowohl für Tschechien als auch die Slowakei, mittlerweile nur noch für Tschechien.

## Übersicht
| Jahr | Gastgeberland | Teilnahme bis …    | Letzte(r) Gegner                     | Ergebnis        | Trainer         | Bemerkungen und Besonderheiten |
| ---- | ------------- | ------------------ | ------------------------------------ | --------------- | --------------- | --- |
| 1930 | Uruguay       | nicht teilgenommen |                                      |                 |                 | |
| 1934 | Italien       | Finale             | Italien                              | Vizeweltmeister | Karel Petrů     | Oldřich Nejedlý Torschützenkönig |
| 1938 | Frankreich    | Viertelfinale      | Brasilien                            | 5.              | Josef Meissner  | Aus im Wiederholungsspiel |
| 1950 | Brasilien     | nicht teilgenommen |                                      |                 |                 | |
| 1954 | Schweiz       | Vorrunde           | Uruguay, Österreich                  | 14.             | Jaroslav Cejp   | |
| 1958 | Schweden      | Vorrunde           | Nordirland, Deutschland, Argentinien | 9.              | Karel Kolský    | Im Entscheidungsspiel an Nordirland gescheitert Das 6:1 gegen Argentinien ist eine der höchsten Niederlagen Argentiniens und der höchste Sieg der Tschechoslowakei bei einer WM |
| 1962 | Chile         | Finale             | Brasilien                            | Vizeweltmeister | Rudolf Vytlačil | |
| 1966 | England       | nicht qualifiziert |                                      |                 |                 | In der Qualifikation an Portugal gescheitert |
| 1970 | Mexiko        | Vorrunde           | Brasilien, England, Rumänien         | 15.             | Jozef Marko     | |
| 1974 | Deutschland   | nicht qualifiziert |                                      |                 |                 | In der Qualifikation an Schottland gescheitert |
| 1978 | Argentinien   | nicht qualifiziert |                                      |                 |                 | In der Qualifikation an Schottland gescheitert |
| 1982 | Spanien       | Vorrunde           | Kuwait, England, Frankreich          | 19.             | Jozef Vengloš   | |
| 1986 | Mexiko        | nicht qualifiziert |                                      |                 |                 | In der Qualifikation an Deutschland und Portugal gescheitert |
| 1990 | Italien       | Viertelfinale      | Deutschland                          | 6.              | Jozef Vengloš   | |
| 1994 | USA           | nicht qualifiziert |                                      |                 |                 | In der Qualifikation an Rumänien und Belgien gescheitert |

Statistik (Angaben inkl. 2022: 22 Weltmeisterschaften; Prozentangaben sind gerundet)

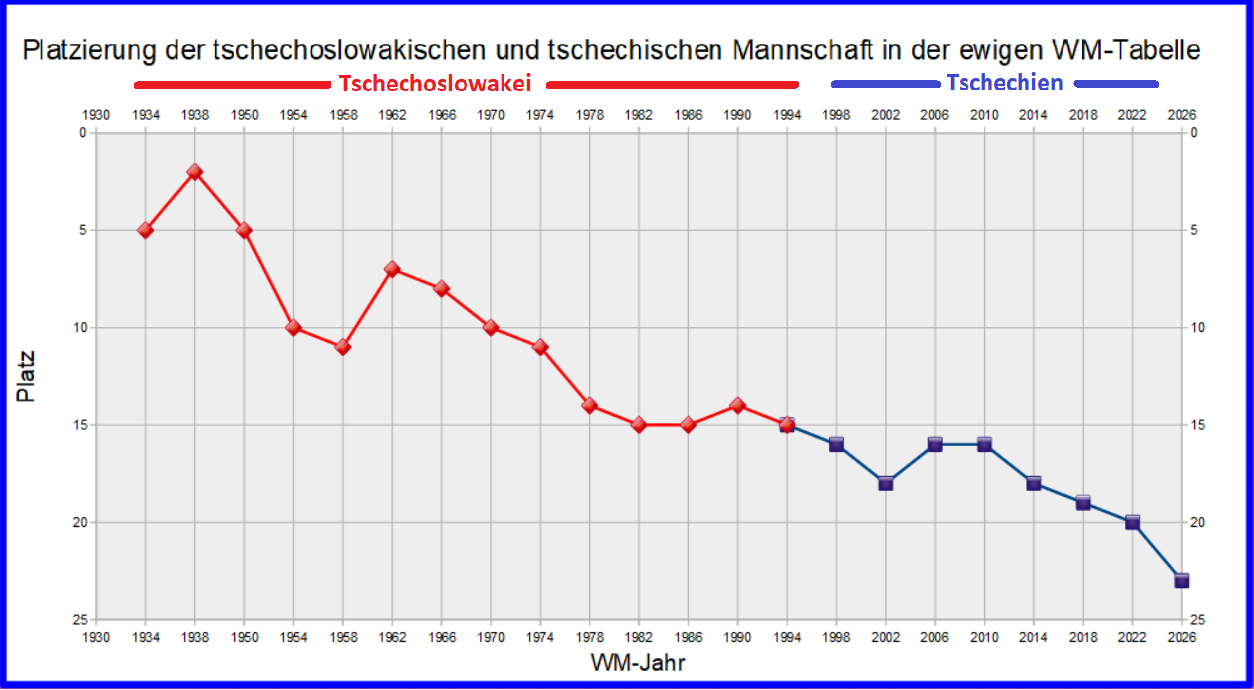
Platzierung der tschechoslowakischen und tschechischen Mannschaft in der ewigen WM-Tabelle

- Teilnahmeverzicht: 2× (9 %; 1930, 1950)
- Nicht qualifiziert: 5× (23 %; 1966, 1974, 1978, 1986, 1994)
- Nicht mehr existent: 7× (32 %; seit 1998)
- Sportliche Qualifikation: 8× (36 % bzw. bei 62 % der Versuche)
  - Vorrunde: 4× (18 %; 1954, 1958, 1970, 1982)
  - Viertelfinale: 2× (9 %; 1938, 1990)
  - Vizeweltmeister: 2× (9 %; 1934 und 1962)

Häufigster letzter Gegner: Brasilien (2×), zudem mit fünf Spielen häufigster Gegner insgesamt vor Deutschland (3 Spiele)

### 1930 in Uruguay
Wie die meisten europäischen Mannschaften nahm auch die Tschechoslowakei nicht an der ersten WM teil.

### 1934 in Italien

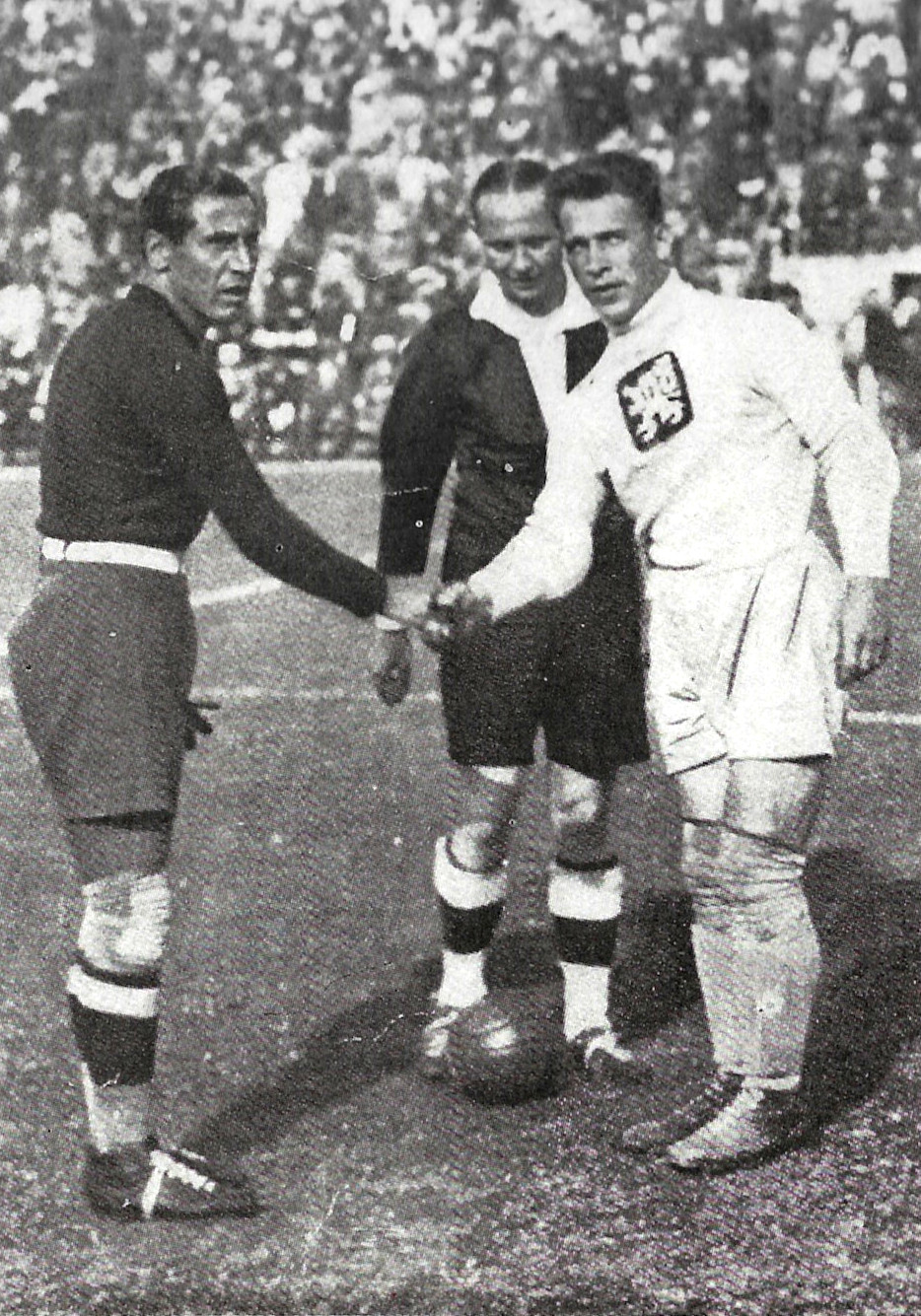
Die beiden Torhüter und Kapitäne František Plánička (r.) und Gianpiero Combi (l.) mit Schiedsrichter Ivan Eklind (m.) vor dem WM-Finale 1934

Finalaufstellungen

Für die erste WM in Europa musste sich die Tschechoslowakei gegen Polen qualifizieren. Nachdem die polnische Mannschaft zuhause mit 1:2 verloren hatte, trat sie zum Rückspiel nicht an, weil die polnische Regierung auf Grund von Grenzstreitigkeiten zwischen beiden Staaten keine Reisegenehmigung erteilte. Die Tschechoslowakei war damit für die WM qualifiziert. In Italien traf die Mannschaft im Achtelfinale auf Rumänien und gewann mit 2:1. Im Viertelfinale wurde die Schweiz mit 3:2 besiegt. Es folgte ein 3:1-Sieg im Halbfinale gegen Deutschland, bei dem die Mannschaft von Fehlern des deutschen Torhüters Willibald Kreß profitierte, der danach kein weiteres Spiel mehr machte. Alle drei Tore erzielte Oldřich Nejedlý, der mit insgesamt 5 Toren Torschützenkönig des Turniers wurde. Im Finale gelang ihm aber kein Tor und gegen den Gastgeber Italien wurde mit 1:2 nach Verlängerung verloren. Dabei gingen die Tschechoslowaken durch Antonín Puč, der zuvor mehrmals gefoult worden war, in der 76. Minute in Führung. Raimundo Orsi, der 1928 mit Argentinien die Silbermedaillen bei den Olympischen Spielen gewann, gelang in der 81. Minute der Ausgleich und Angelo Schiavio in der sechsten Minute der Verlängerung der Siegtreffer.

### 1938 in Frankreich

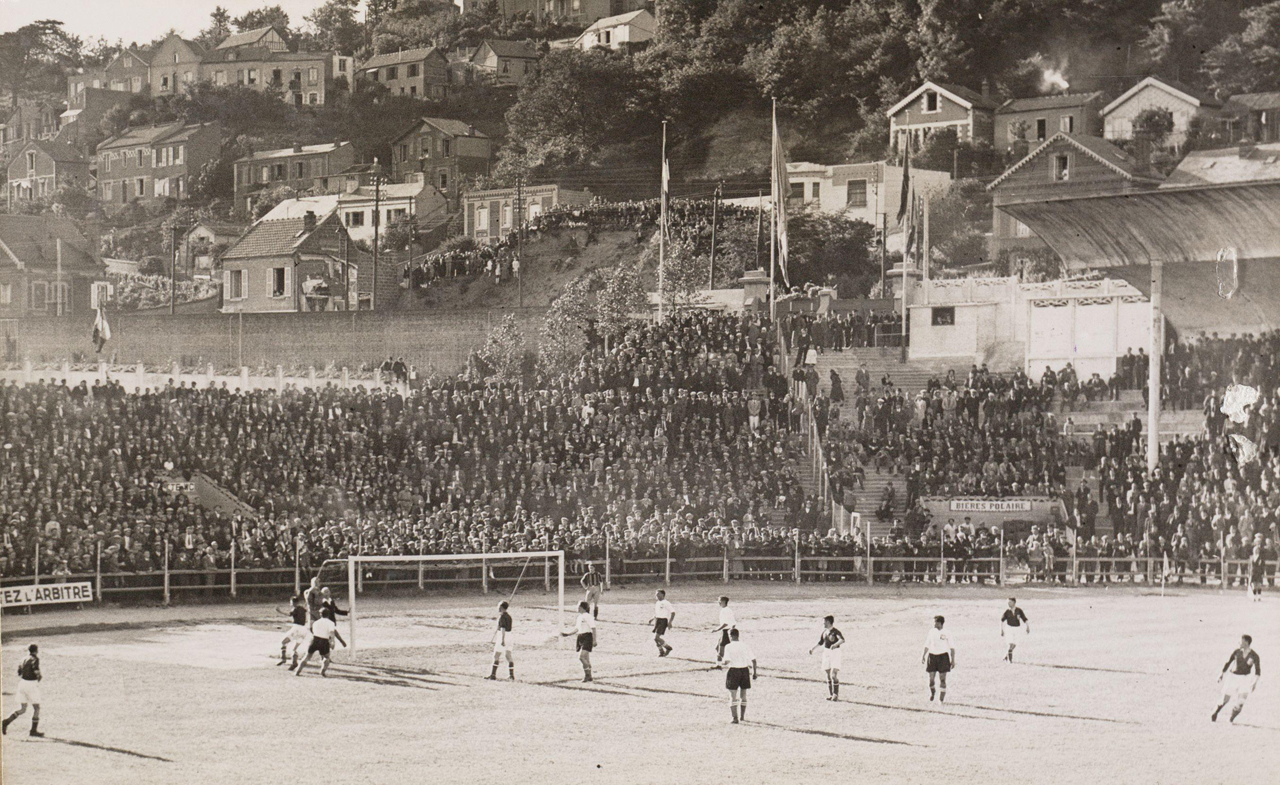
Tschechoslowakei gegen Niederlande vor 10.550 zahlenden Zuschauern und einigen Zaungästen beim einzigen WM-Spiel in Le Havre

Für die erste WM in Frankreich musste sich die Tschechoslowakei gegen Bulgarien qualifizieren. Nach einem 1:1 in Sofia wurde das Rückspiel in Prag mit 6:0 gewonnen. In Frankreich traf die Mannschaft im Achtelfinale auf die Niederländer, die mit 3:0 nach Verlängerung geschlagen wurden, wobei Oldřich Nejedlý mit dem letzten Tor seinen sechsten WM-Treffer erzielte. Im Achtelfinale war Brasilien der Gegner. Nejedlý konnte mit seinem siebten und letzten WM-Treffer das 1:0 der Brasilianer zwar ausgleichen und ist damit ewiger tschechoslowakischer WM-Rekordtorschütze, da aber beiden selbst in der Verlängerung keine weiteren Tore gelangen, kam es zum Wiederholungsspiel. Dieses wurde mit 1:2 verloren. Torwart František Plánička, der im ersten Spiel gegen Brasilien trotz Armbruch beim Stand von 1:1 bis zum Ende durchspielte und kein weiteres Tor mehr zuließ, wurde im Wiederholungsspiel nicht eingesetzt, ebenso Jan Říha, der im ersten Spiel vom Platz gestellt worden war. Plánička erholte sich von dem Armbruch nie wieder und kam zu keinem weiteren Länderspiel. Er blieb bis 1963 aber mit 73 Länderspielen Rekordnationalspieler und wurde dann von Ladislav Novák abgelöst.

### 1950 in Brasilien
Zwar bestritt die Tschechoslowakei bereits seit 1946 wieder zahlreiche Länderspiele, an der zweiten WM in Südamerika nahm sie aber nicht teil.

### 1954 in der Schweiz
Für die Fußball-Weltmeisterschaft 1954 hatte sich die Tschechoslowakei gegen Rumänien und Bulgarien qualifiziert und dabei nur im letzten Spiel, nachdem die Qualifikation schon feststand, beim 0:0 gegen Bulgarien einen Punkt abgegeben. In der Schweiz gehörte die Mannschaft aber nicht zu den gesetzten Mannschaften und wurde in eine Gruppe mit Titelverteidiger Uruguay, Österreich und Schottland – gegen das aber nicht gespielt wurde – gelost. Da sowohl gegen Uruguay als auch Österreich kein Tor gelang und beide Spiele verloren wurden (0:2 und 0:5), schied die Mannschaft bereits in der Vorrunde aus.

### 1958 in Schweden

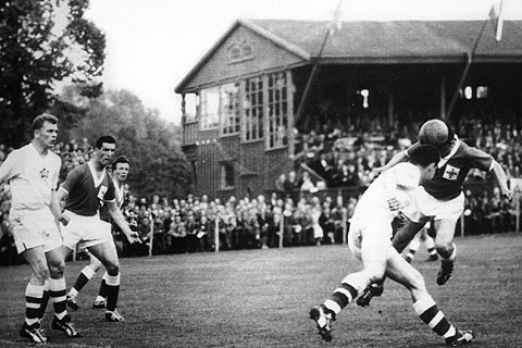
Tschechoslowaken (in Ringelsocken) gegen Nordiren in gemütlicher Atmosphäre in Halmstad

Für die Fußball-Weltmeisterschaft 1958 konnte sich die Tschechoslowakei erneut qualifizieren und schaltete dabei Wales, das sich aber nachträglich noch gegen Israel und zum einzigen Mal qualifizieren konnte, und die DDR aus, die erstmals an der Qualifikation teilnahm. In Schweden traf die Mannschaft zunächst auf Nordirland und verlor mit 0:1. Im nächsten Spiel gegen Titelverteidiger Deutschland konnte ein 2:0-Vorsprung nicht gehalten werden und am Ende stand es 2:2. Obwohl im letzten Spiel Südamerikameister Argentinien mit 6:1 besiegt wurde, hatten dann die Tschechoslowakei und Nordirland beide 3:3 Punkte und da weder das Torverhältnis (das für die Tschechoslowakei besser war) noch der direkte Vergleich (den Nordirland gewonnen hatte) zählte, gab es ein Entscheidungsspiel um Platz 2. Dieses gewannen die Nordiren mit 2:1 nach Verlängerung und die Tschechoslowakei war zum zweiten Mal in der Vorrunde ausgeschieden. Aber auch den Nordiren nützte dieser Sieg nicht viel, denn wie alle anderen Mannschaften, die durch Entscheidungsspiele weitergekommen waren, scheiterten sie im Viertelfinale. Diese unsinnige Regel wurde daher abgeschafft.

### 1962 in Chile

Finalaufstellungen

Zur Qualifikation für die dritte WM in Südamerika wurde die tschechoslowakische Mannschaft in eine Gruppe mit Schottland und Irland gelost. Da Schottland und die Tschechoslowakei beide Spiele gegen Irland und gegeneinander ihre Heimspiele gewannen, musste ein Entscheidungsspiel über die WM-Teilnahme entscheiden. In Brüssel setzte sich die Tschechoslowakei mit 4:2 n. V. durch. Bei der WM in Chile wurde die Mannschaft in eine Gruppe mit Titelverteidiger Brasilien, Mexiko und Spanien gelost. Mit einer sehr defensiven Einstellung, bei der sich die Mannschaft bis zum Finale auf ihren Torhüter verlassen konnte, und die 1962 von den meisten Mannschaften praktiziert wurde, gelang gegen Spanien mit vielen Spielern des Europapokal-Dauersiegers Real Madrid ein 1:0-Sieg und ein 0:0 gegen Brasilien. Im Spiel gegen Mexiko erzielte Václav Mašek bereits nach 15 Sekunden das 1:0 – es blieb 40 Jahre lang das schnellste WM-Tor – aber die Mexikaner konnten das Spiel noch drehen und 3:1 gewinnen. Dennoch wurde zum ersten Mal das Viertelfinale nach der Gruppenphase erreicht, denn den Mexikanern, die zuvor beide Spiele verloren hatten, nützte dieser Sieg nichts. Immerhin wurde damit die mit Stars bestückte Mannschaft von Spanien auf Platz 4 verwiesen. Hier wurde gegen überlegene Ungarn ein 1:0 ermauert. Im Halbfinale warteten dann die höher eingeschätzten Jugoslawen, die erstmals im Viertelfinale Deutschland besiegt hatten. Mit einer Reihe von Paraden sicherte Viliam Schrojf beim 3:1 den zweiten Einzug in ein WM-Finale. Ausgerechnet im Finale unterliefen dann dem besten Torhüter des Turniers spielentscheidende Fehler – womit er das Schicksal von Oliver Kahn teilt, der 40 Jahre später auch als bester Torhüter des Turniers seine Mannschaft ins Finale brachte und dann durch Fehler gegen Brasilien die Niederlage herbeiführte – und die Tschechoslowakei unterlag dem neuen und alten Weltmeister Brasilien mit 1:3. Neben Torhüter Schrojf ragte insbesondere Mittelfeldregisseur Josef Masopust aus der Mannschaft heraus, der dann auch 1962 zu Europas Fußballer des Jahres gewählt wurde. Dieser hatte im Endspiel die Tschechoslowakei in der 15. Minute in Führung gebracht, aber bereits zwei Minuten später konnte Pelés Vertreter Amarildo ausgleichen. Zito und Vavá, der damit als erster Spieler in zwei Endspielen ein Tor erzielte, besorgten dann in der zweiten Halbzeit den Endstand.

### 1966 in England
Erstmals konnte sich die Tschechoslowakei nicht für die WM qualifizieren und scheiterte an Portugal mit dem späteren WM-Torschützenkönig Eusébio, wobei die 0:1-Heimniederlage im ersten Spiel gegen die Portugiesen entscheidend war, da das Rückspiel torlos endete. Da auch in Rumänien mit 0:1 verloren wurde, reichten der Heimsieg gegen die Rumänen und die zwei Siege gegen die Türkei nicht für die Qualifikation.

### 1970 in Mexiko
Vier Jahre später konnte sich die Tschechoslowakei dann wieder qualifizieren. In einer Gruppe mit Ungarn, Dänemark und Irland war aber ein Entscheidungsspiel gegen den Nachbarn notwendig. Ungarn und die Tschechoslowakei hatten nach dem Ende der Qualifikationsspiele beide 9:3 Punkte, die Ungarn zwar die bessere Tordifferenz und auch den direkten Vergleich für sich entschieden (2:0 und 3:3), das zählte aber nicht. In Marseille konnte die Tschechoslowakei die Ungarn dann mit 4:1 besiegen und zur ersten WM in Mittelamerika fahren. Wäre das Entscheidungsspiel nach Verlängerung unentschieden ausgegangen, dann hätte die bessere Tordifferenz doch noch gezählt und Ungarn wäre qualifiziert gewesen.
In Mexiko verlor die Mannschaft im ersten Spiel in einer Neuauflage des Finales von 1962 gegen den späteren Weltmeister Brasilien mit 1:4, dann gegen Rumänien mit 1:2 und zum Abschluss gegen Titelverteidiger England mit 0:1.

### 1974 in der Bundesrepublik Deutschland
Für die WM im Nachbarland konnte sich die Tschechoslowakei nicht qualifizieren und musste Schottland den Vortritt lassen. Entscheidend dabei war ein 1:1 in Dänemark, denn die Schotten gewannen dort. Gegeneinander hatten Schotten und Tschechoslowaken ihre Heimspiele gewonnen.

### 1978 in Argentinien
Nachdem 1976 die Europameisterschaft gegen Titelverteidiger Deutschland gewonnen wurde, hatte die Mannschaft die Hoffnung, sich wieder für die WM zu qualifizieren, musste aber nochmals den Schotten den Vortritt lassen. Entscheidend dabei war eine Niederlage in Wales, das ansonsten alle Spiele verlor. Gegeneinander hatten Schotten und Tschechoslowaken wieder ihre Heimspiele gewonnen.

### 1982 in Spanien
1980 hatte die Tschechoslowakei bei den Olympischen Spielen in Moskau die Goldmedaille gewonnen. Da die Spieler im Ostblock zu der Zeit Staatsamateure waren, konnten viele auch bei der WM eingesetzt werden. So standen mit Stanislav Seman, Libor Radimec, Kapitän Luděk Macela, Zdeněk Rygel, Oldřich Rott, Jan Berger, František Štambacher und Ladislav Vízek auch acht Olympiasieger im späteren WM-Kader.
Für die WM auf der iberischen Halbinsel konnte sich die Tschechoslowakei dann wieder qualifizieren. In einer Gruppe mit der Sowjetunion, Wales, Island und der Türkei wurde punktgleich mit Wales – aber mit der besseren Tordifferenz – hinter der Sowjetunion der zweite Platz belegt, der auch zur Teilnahme berechtigte.
In Spanien kam die Mannschaft im ersten Spiel nicht über ein enttäuschendes 1:1 gegen WM-Neuling Kuwait hinaus und verlor dann gegen England mit 0:2. Mit einem Sieg gegen Frankreich hätte die 2. Finalrunde noch erreicht werden können. Es wurde aber nur ein 1:1, womit das Aus in der Vorrunde besiegelt war.

### 1986 in Mexiko
Für die zweite WM in Mexiko konnte sich die Tschechoslowakei erneut nicht qualifizieren. Diesmal waren Deutschland, Portugal und Schweden stärker und lediglich Malta konnte auf den letzten Platz verwiesen werden, gegen das aber in Attard nur ein 0:0 gelang, womit Malta den einzigen Punkt in der Qualifikation holte. Besonders schmerzlich war dabei die 1:5-Heimniederlage gegen Deutschland.

### 1990 in Italien
Besser verlief die Qualifikation vier Jahre später. Für die zweite WM in Italien konnte sich die Tschechoslowakei zusammen mit den Belgiern qualifizieren, hinter denen punkt- und tordifferenzgleich – aber mit zwei Toren weniger – der zweite Platz belegt wurde. Portugal, die Schweiz und Luxemburg hatten diesmal das Nachsehen.
In Italien wurde zunächst die USA, die erstmals nach 40 Jahren wieder dabei war, deutlich mit 5:1 besiegt. Es folgte ein 1:0 gegen den Nachbarn Österreich. Beim abschließenden 0:2 gegen Gastgeber Italien wurde zwar der Gruppensieg verpasst, aber das Achtelfinale war schon vorher erreicht. Im Achtelfinale wurde dann WM-Neuling Costa Rica mit 4:1 bezwungen. Dabei erzielte Tomáš Skuhravý drei Tore, u. a. mit dem 4:1 das letzte WM-Tor für die Tschechoslowakei, denn im Viertelfinale gelang kein Tor mehr. Durch ein Elfmetertor wurde gegen den späteren Weltmeister Deutschland mit 0:1 verloren. Damit verabschiedete sich die Tschechoslowakei von der WM-Bühne.

### 1994 in den Vereinigten Staaten
In die Qualifikation startete die Mannschaft noch als Tschechoslowakei. Nach der Aufspaltung des Staates zum Jahreswechsel 1992/93 in die Tschechische Republik und die Slowakei trat die Mannschaft zwar 1993 noch weiterhin als gemeinsame Mannschaft an, aber unter der Bezeichnung Auswahl der Tschechen und Slowaken (Representation of Czechs and Slovaks, RCS). Da hinter Rumänien und Belgien nur der dritte Platz belegt wurde, wurde die Qualifikation verpasst. Lediglich die Färöer, die erstmals an der Qualifikation teilnahmen, konnten in beiden Spielen besiegt werden. Gegen Wales und Zypern gelang dies nicht. Ab Januar 1994 traten dann zwei getrennte Mannschaften auf. Den Tschechen gelang aber erst 2006 und den Slowaken erst 2010 die erneute WM-Qualifikation. In den meisten Tabellen werden die Ergebnisse der Tschechoslowakei und der Tschechischen Republik zusammengefasst, während die Slowakei erst ab der Qualifikation 1998 berücksichtigt wird.

## Rangliste der tschechoslowakischen WM-Spieler mit den meisten Einsätzen
01. Ladislav Novák: 12 Einsätze bei 3 Turnieren
02. Josef Masopust: 10 Einsätze bei 2 Turnieren
03. Ján Popluhár und Svatopluk Pluskal: 9 Einsätze bei 2 bzw. 3 Turnieren
05. Andrej Kvašňák: 8 Einsätze bei 2 Turnieren
06. Josef Košťálek: 7 Einsätze bei 2 Turnieren
07. Jozef Adamec, Oldřich Nejedlý, František Plánička, Adolf Scherer und Viliam Schrojf: 6 Einsätze bei 1 (Scherer und Schrojf) bzw. 2 Turnieren

## Rangliste der tschechoslowakischen WM-Spieler mit den meisten Toren
01. Oldřich Nejedlý – 7 Tore
02. Tomáš Skuhravý – 5 Tore
03. Zdeněk Zikán – 4 Tore
04. Adolf Scherer – 3 Tore

## WM-Kapitäne
- 1934, 1938: František Plánička, Jaroslav Burgr (Viertelfinal-Wiederholungsspiel 1938)
- 1954, 1958, 1962: Ladislav Novák
- 1970: Alexander Horváth (1. und 2. Spiel), Ivo Viktor (3. Spiel)
- 1982: Zdeněk Nehoda
- 1990: Ivan Hašek

## Bei Weltmeisterschaften gesperrte Spieler
- 1938: Jan Říha wurde im ersten Spiel gegen Brasilien vom Platz gestellt und war für das Wiederholungsspiel gesperrt.
- 1958: Titus Buberník wurde im Entscheidungsspiel gegen Nordirland in der Verlängerung vom Platz gestellt. Da die Tschechoslowakei ausschied, hatte der Platzverweis keine weiteren Konsequenzen für das Turnier.
- 1982: Ladislav Vízek erhielt im letzten Gruppenspiel gegen Frankreich die rote Karte. Durch das Ausscheiden hatte sie keinen weiteren Einfluss auf das Turnier.
- 1990: Luboš Kubík hatte in den ersten beiden Gruppenspielen zwei gelbe Karten erhalten und war für das Spiel gegen Italien gesperrt. Im Viertelfinale gegen Deutschland erhielt Ľubomír Moravčík zunächst die zweite gelbe Karte und dann auch noch die rote Karte. Da die Tschechoslowakei ausschied, hatten diese ebenso keinen weiteren Einfluss wie die zweite gelbe Karte für František Straka.

## Anteil der im Ausland spielenden Spieler im WM-Kader
Bereits 1934 im ersten WM-Spiel setzte die Tschechoslowakei mit Josef Silný einen „Legionär“ ein. Das Spiel gegen Rumänien war sowohl sein einziges WM-Spiel als auch sein 50. und letztes Länderspiel. Nach der WM kehrte er zurück in die Tschechoslowakei. Er war aber nicht der erste WM-Legionär, denn Jugoslawien hatte bereits 1930 die in Frankreich spielenden Ivan Bek, Ljubiša Stefanović und Branislav Sekulić eingesetzt. Nach dem Zweiten Weltkrieg und dem Wandel zum Kommunismus im Machtbereich der UdSSR gab es keine Legionäre mehr, da ein Wechsel zu einer Profimannschaft im Westen nicht möglich war und auch innerhalb des Ostblocks keine Wechsel erfolgten. Nur Spielern, die 32 Jahre alt waren und mindestens 45 Länderspieleinsätze für die ČSSR absolviert hatten, bekamen die Freigabe des Verbands. So konnte erst 1970 der 33 Jahre alte Andrej Kvašňák nach Belgien wechseln und wurde mit 34 Jahren noch in den WM-Kader berufen. Auch Antonín Panenka, EM-Held von 1976 konnte erst mit 33 Jahren zu Rapid Wien wechseln und wurde mit 34 Jahren nochmals in den WM-Kader berufen. Mit der Öffnung des Eisernen Vorhangs 1989 wechselten dann auch zunehmend jüngere Spieler in den Westen und 1990 wurden sechs von ihnen in den WM-Kader berufen. Im tschechischen Kader für die WM 2006 standen dann nur noch zwei Spieler, die in Tschechien spielten und beide waren schon 33 bzw. 34 Jahre alt.
| Jahr (Spiele)       | Anzahl (Länder)                                                         | Spieler (Einsätze)                                                                                               |
| ------------------- | ----------------------------------------------------------------------- | --- |
| 1934 (4)            | 1 (Frankreich)                                                          | Josef Silný (1)                                                                                                  |
| 1938, 1954 bis 1962 | 0                                                                       | |
| 1970 (3)            | 1 (Belgien)                                                             | Andrej Kvašňák (2)                                                                                               |
| 1982 (3)            | 1 (Österreich)                                                          | Antonín Panenka (2)                                                                                              |
| 1990 (5)            | 6 (3 in Deutschland, 1 in England, 1 in Italien, 1 in den Niederlanden) | Ivo Knoflíček (5), Ján Kocian (4), František Straka (3); Luděk Mikloško (0); Luboš Kubík (4); Jozef Chovanec (5) |

## Spiele
Die Tschechoslowakei bestritt 30 WM-Spiele. Davon wurden 11 gewonnen, 14 verloren und 5 endeten remis. Viermal mussten Spiele verlängert werden, da ein Sieger ermittelt werden musste. Dabei wurden zwei Spiele in der Verlängerung verloren und ein Spiel gewonnen. Ein Spiel musste anschließend wiederholt werden, da es in der Verlängerung zu keiner Entscheidung kam.
Die Tschechoslowakei nahm nie am Eröffnungsspiel teil und musste zweimal gegen den Gastgeber antreten: 1934 im Finale und 1990 in der Vorrunde, beides Mal gegen Italien.
Die Tschechoslowakei verlor viermal (1934, 1962, 1970 und 1990) gegen den späteren Weltmeister, zudem gelang 1962 in der Vorrunde ein 0:0 gegen den späteren Weltmeister.
1958 (Vorrunde), 1962 (2×, Vorrunde und Finale) und 1970 (Vorrunde) spielte die Mannschaft gegen den Titelverteidiger.
Die Tschechoslowakei traf sechsmal auf WM-Neulinge: 1934 (als man selber Neuling war)/Schweiz, Deutschland und Italien, 1958/Nordirland, 1982/Kuwait, 1990/Costa Rica.
In der Qualifikation traf die Tschechoslowakei auf insgesamt 29 verschiedene Mannschaften, am häufigsten (4×) auf Wales (1958, 1978, 1982, 1994).
| Alle WM-Spiele |            |                    |           |                               |                |                         |                                                    |
| Nr.            | Datum      | Ergebnis           | Gegner    |                               | Austragungsort | Anlass                  | Bemerkung                                          |
| 1.             | 27.05.1934 | Rumänien           | 2:1       | Achtelfinale                  | *              | Triest (ITA)            |                                                    |
| 2.             | 31.05.1934 | Schweiz            | 3:2       | Viertelfinale                 | *              | Turin (ITA)             |                                                    |
| 3.             | 03.06.1934 | Deutsches Reich    | 3:1       | Halbfinale                    | *              | Rom (ITA)               | Erstes Länderspiel gegen Deutschland               |
| 4.             | 10.06.1934 | Königreich Italien | 1:2 n. V. | Finale                        | A              | Rom (ITA)               |                                                    |
| 5.             | 05.06.1938 | Niederlande        | 3:0 n. V. | Achtelfinale                  | *              | Le Havre (FRA)          |                                                    |
| 6.             | 12.06.1938 | Brasilien          | 1:1 n. V. | Viertelfinale                 | *              | Bordeaux (FRA)          | Erstes Länderspiel gegen Brasilien                 |
| 7.             | 14.06.1938 | Brasilien          | 1:2       | Viertelfinale                 | *              | Bordeaux (FRA)          | Wiederholungsspiel                                 |
| 8.             | 16.06.1954 | Uruguay            | 0:2       | Vorrunde                      | *              | Bern (SUI)              | Erstes Länderspiel gegen Uruguay                   |
| 9.             | 19.06.1954 | Österreich         | 0:5       | Vorrunde                      | *              | Zürich (SUI)            |                                                    |
| 10.            | 08.06.1958 | Nordirland         | 0:1       | Vorrunde                      | *              | Halmstad (SWE)          | Erstes Länderspiel gegen Nordirland                |
| 11.            | 11.06.1958 | BR Deutschland     | 2:2       | Vorrunde                      | *              | Helsingborg (SWE)       |                                                    |
| 12.            | 15.06.1958 | Argentinien        | 6:1       | Vorrunde                      | *              | Helsingborg (SWE)       |                                                    |
| 13.            | 17.06.1958 | Nordirland         | 1:2 n. V. | Entscheidungsspiel um Platz 2 | *              | Malmö (SWE)             |                                                    |
| 14.            | 31.05.1962 | Spanien            | 1:0       | Vorrunde                      | *              | Viña del Mar (CHL)      |                                                    |
| 15.            | 02.06.1962 | Brasilien          | 0:0       | Vorrunde                      | *              | Viña del Mar (CHL)      |                                                    |
| 16.            | 07.06.1962 | Mexiko             | 1:3       | Vorrunde                      | *              | Viña del Mar (CHL)      | Letztes Länderspiel gegen Mexiko                   |
| 17.            | 10.06.1962 | Ungarn             | 1:0       | Viertelfinale                 | *              | Rancagua (CHL)          |                                                    |
| 18.            | 13.06.1962 | Jugoslawien        | 3:1       | Halbfinale                    | *              | Viña del Mar (CHL)      |                                                    |
| 19.            | 17.06.1962 | Brasilien          | 1:3       | Finale                        | *              | Santiago de Chile (CHL) |                                                    |
| 20.            | 03.06.1970 | Brasilien          | 1:4       | Vorrunde                      | *              | Guadalajara (MEX)       |                                                    |
| 21.            | 06.06.1970 | Rumänien           | 1:2       | Vorrunde                      | *              | Guadalajara (MEX)       |                                                    |
| 22.            | 11.06.1970 | England            | 0:1       | Vorrunde                      | *              | Guadalajara (MEX)       |                                                    |
| 23.            | 17.06.1982 | Kuwait             | 1:1       | 1. Finalrunde                 | *              | Valladolid (ESP)        | Einziges Länderspiel gegen Kuwait                  |
| 24.            | 20.06.1982 | England            | 0:2       | 1. Finalrunde                 | *              | Bilbao (ESP)            |                                                    |
| 25.            | 24.06.1982 | Frankreich         | 1:1       | 1. Finalrunde                 | *              | Valladolid (ESP)        |                                                    |
| 26.            | 10.06.1990 | Vereinigte Staaten | 5:1       | Weltmeisterschaft             | *              | Florenz (ITA)           | Einziges Länderspiel gegen die Vereinigten Staaten |
| 27.            | 15.06.1990 | Österreich         | 1:0       | Weltmeisterschaft             | *              | Florenz (ITA)           |                                                    |
| 28.            | 19.06.1990 | Italien            | 0:2       | Weltmeisterschaft             | A              | Rom (ITA)               |                                                    |
| 29.            | 23.06.1990 | Costa Rica         | 4:1       | Weltmeisterschaft             | *              | Bari (ITA)              | Einziges Länderspiel gegen Costa Rica              |
| 30.            | 01.07.1990 | BR Deutschland     | 0:1       | Weltmeisterschaft             | *              | Mailand (ITA)           |                                                    |

### Höchste Siege und Niederlagen
Die Tschechoslowakei erzielte ihre höchsten Siege gegen folgende Länder bei WM-Turnieren:
- Argentinien: Vorrunde 1958 6:1 (einziger Sieg gegen Argentinien)
- Costa Rica: Achtelfinale 1990 4:1 (einziges Länderspiel gegen Costa Rica)
- Deutschland: Halbfinale 1934 3:1
- Vereinigte Staaten: Vorrunde 1990 5:1 (einziges Länderspiel gegen die Vereinigten Staaten)

Gegen folgende Länder kassierte die Tschechoslowakei ihre höchsten Niederlagen bei WM-Turnieren:
- Brasilien: Vorrunde 1970 1:4 (zudem ein 1:4 in einem Freundschaftsspiel)
- Mexiko: Vorrunde 1962 1:3 (einzige Niederlage gegen Mexiko)
- Nordirland: Vorrunde 1958 0:1 und Entscheidungsspiel 1958 1:2 n. V. (einzige Spiele gegen Nordirland)
- Österreich: Vorrunde 1954 0:5
- Uruguay: Vorrunde 1954 0:2

## Rekorde

### Mannschaft
- Höchster Sieg bei der WM 1958: Tschechoslowakei – Argentinien 6:1 in der Vorrunde
- Höchste Siege bei der WM 1990: Tschechoslowakei – Vereinigte Staaten und Deutschland – Vereinigte Arabische Emirate jeweils 5:1 in der Vorrunde

### Spieler
- Václav Mašek erzielte nach 15 Sekunden im Spiel gegen Mexiko 1962 das 1:0. Dies blieb 40 Jahre lang das schnellste Tor der WM-Geschichte und liegt nun auf Platz 2.

### Negativrekorde
- Erster Europameister, der sich nicht qualifizieren konnte: 1976/1978